# Isabelle Illiers
Isabelle Illiers, nome d'arte di Isabelle Legentil (...), è un'attrice francese.

## Biografia
Isabelle Illiers è stata attiva soprattutto negli anni ottanta. La si ricorda soprattutto per aver interpretato il ruolo di O nell'adattamento di Shūji Terayama di Les fruits de la passion. È stata diretta anche dai registi italiani Mario Monicelli, Tinto Brass e Lina Wertmuller.

## Filmografia

### Cinema
- L'immorale, regia di Claude Mulot (1980)
- Les fruits de la passion, regia di Shûji Terayama (1981)
- Chassé-croisé, regia di Arielle Dombasle (1982)
- Y a-t-il un pirate sur l'antenne?, regia di Jean-Claude Roy (1983)
- Bertoldo, Bertoldino e Cacasenno, regia di Mario Monicelli (1984)
- Barcamenandoci, regia di Antonio Bido (1984)
- Miranda, regia di Tinto Brass (1985)
- Luci lontane, regia di Aurelio Chiesa (1987)
- Le mie notti sono più belle dei vostri giorni, regia di Andrzej Żuławski (1989)
- Sabato, domenica e lunedì, regia di Lina Wertmüller (1990)

### Televisione
- Il generale, regia di Luigi Magni – miniserie TV (1987)
- Valentina – serie TV (1989)